# Batakomacrus crassicaudatus
Batakomacrus crassicaudatus là một loài tò vò trong họ Ichneumonidae.